# Qulturka
Qulturka – zespół muzyczny, zaliczany do nurtu punkrocka, który czerpie też inspiracje z dźwięków ska i reggae. Zespół powstał w Pile w 1995 r. pod nazwą Kulturka. Jego założycielami są wokaliści Joanna i Leszek Naranowicz. W 2006 r. pierwotna nazwa zespołu została zmieniona. Od tamtego czasu grupa funkcjonuje jako Qulturka. Wtedy też ustalił się obecny skład grupy.
Przez lata istnienia zespół zagrał sporo koncertów u boku m.in. takich kapel jak: KSU, Kult, Tequilla Girls, Habakuk, Inri, Alians, Strachy na Lachy, Pidżama Porno, Post Regiment, Włochaty, WC, Apatia, Ewa Braun, Świat Czarownic, Globtroter, Fate, Jafia Namuel, Moskwa. Działalność zespołu jest mocno związana z akcją Muzyka Przeciwko Rasizmowi i współpracą ze stowarzyszeniem  „Nigdy Więcej”. 

## Dorobek muzyczny
- 2000 – Demo
- 2002 – Samirazem
- 2007 – Qulturka – Koncert (w klubie SŁOWIANIN na XX-leciu zespołu Włochaty)
- 2010 – Biały, żółty, czerwony, czarny
- 2015 - EKG (Jimmy Jazz Records)[2]

Qulturkę można również usłyszeć na składankach punkowych m.in. Pasażer i Band.pl.
Dwa utwory w wykonaniu zespołu, „Zimno, ciemno” oraz „M.K.”, zamieszczono na składance Prowadź mnie ulico z 2021 – Prowadź mnie ulico vol. 7 & 8.